# 義安會館

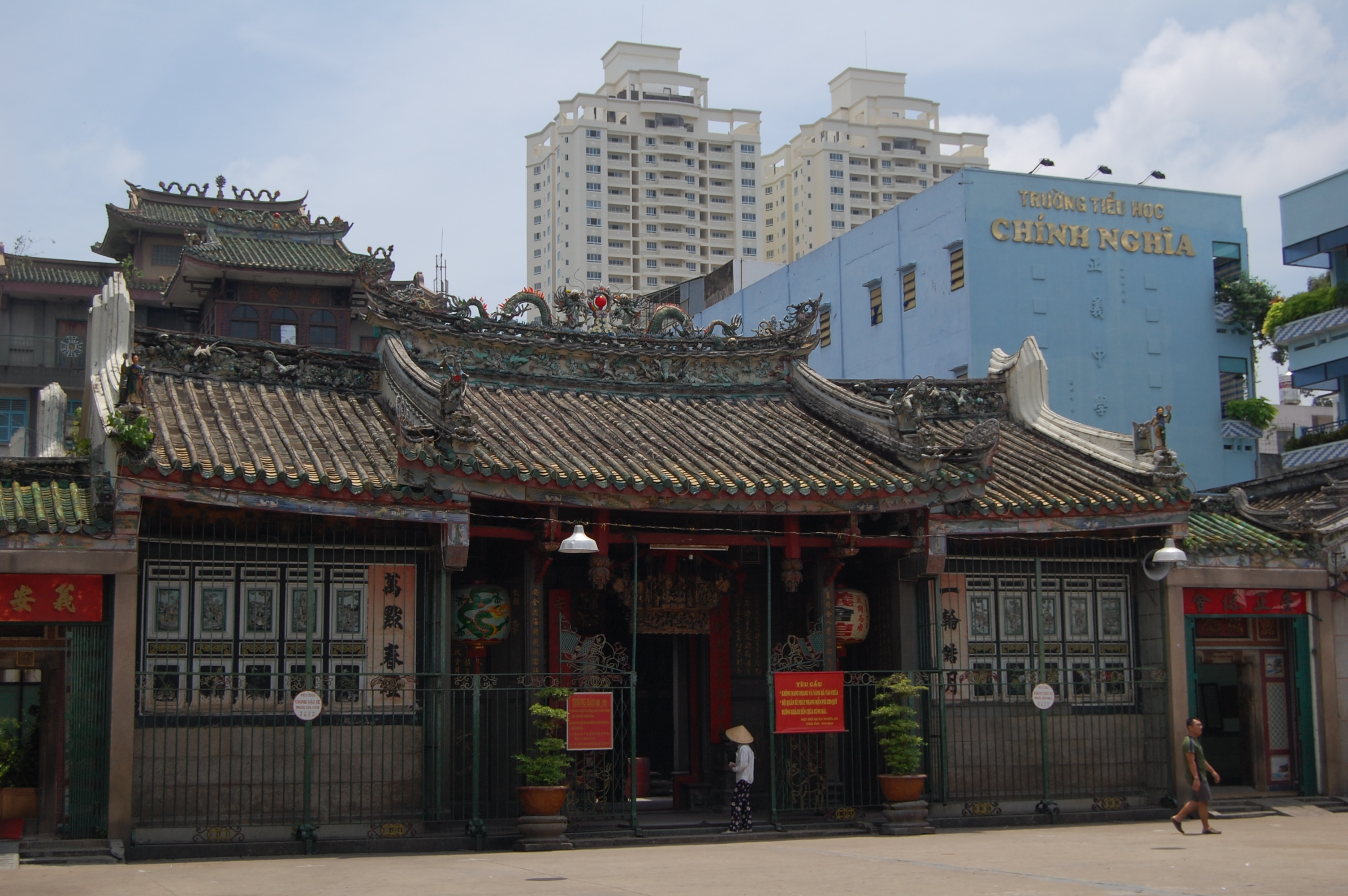

义安会馆（Nghĩa An Hội Quán），又名关帝庙，祭祀三国名将关羽，位于越南胡志明市第五郡，由19世纪在西贡经商的中国潮州及客家商人兴建。
1993年11月7日，越南文化信息部将这座中国风格的历史建筑列入保护名录。